# Squalus suckleyi
Squalus suckleyi es una especie de elasmobranquio escualiforme de la familia Squalidae.